# Tropocyclops brevis
Tropocyclops brevis is een eenoogkreeftjessoort uit de familie van de Cyclopidae. De wetenschappelijke naam van de soort is voor het eerst geldig gepubliceerd in 1972 door Dussart.